# Lucera
Lucera är en stad och kommun i provinsen Foggia, i regionen Apulien i södra Italien. Kommunen hade 33 085 invånare (2017) och gränsar till kommunerna Alberona, Biccari, Castelnuovo della Daunia, Foggia, Pietramontecorvino, San Severo, Torremaggiore, Troia, Volturino samt Motta Montecorvino.
Den här artikeln är helt eller delvis baserad på material från italienskspråkiga Wikipedia.